# 冷水镇 (磐安县)
冷水镇，中国浙江省金华市磐安县下辖的一个镇。

## 行政区划
冷水镇现辖：
箬坑村、岩潭村、朱山村、冷水村、小章村、胡山村、虬里村、道川村、泗岩村、庄头村、河南村、白岩村、环山村、大溪村、潘潭村和西英村。

## 交通
- 金台铁路：磐安南站